# Tim McMullan
Timothy W. V. Tim McMullan (Lambeth, 1963) è un attore britannico.

## Biografia
Si è distinto per avere interpretato l'investigatore Atticus Pünd ne I delitti della gazza ladra e I delitti della bella di notte.

## Filmografia

### Cinema
- Viaggio in Inghilterra (Shadowlands), regia di Richard Attenborough (1993)
- Il quinto elemento (Le Cinquième Élément), regia di Luc Besson (1997)
- Shakespeare in Love, regia di John Madden (1998)
- The Queen - La regina (The Queen), regia di Stephen Frears (2006)
- Le cinque vite di Hector (Being Human), regia di Bill Forsyth (2020)
- Cyrano, regia di Joe Wright (2021)
- Enola Holmes 2, regia di Harry Bradbeer (2022)
- Cattiverie a domicilio (Wicked Little Letters), regia di Thea Sharrock (2023)

### Televisione
- Stalag Luft, regia di Adrian Shergold – film TV (1993)
- The Wimbledon Poisoner – miniserie TV, 2 episodi (1994)
- Brexit: The Uncivil War, regia di Toby Haynes – film TV (1993)
- Grantchester – serie TV, episodio 2x02 (2016)
- The Crown – serie TV, episodio 3x07 (2019)
- The Serpent, regia di Tom Shankland e Hans Herbots – miniserie TV, 2 episodi (2021)
- I delitti della gazza ladra (Magpie Murders), regia di Peter Cattaneo – miniserie TV, 6 episodi (2022)
- I delitti della bella di notte (Moonflower Murders), regia di Rebecca Getward – miniserie TV, 6 episodi (2024)

### Doppiatore
- I racconti del lago: Willy e i guardiani del lago (Willy and the Guardians of the Lake) – film d'animazione, regia di Zsolt Pálfi (2018) – versione inglese
- Vicky il vichingo - La spada magica (Vic the Viking and the Magic Sword) – film d'animazione, regia di Éric Cazes (2019)

## Doppiatori italiani
Nelle versioni in italiano delle opere in cui ha recitato, Tim McMullan è stato doppiato da:
- Marco Balzarotti ne I delitti della gazza ladra, I delitti della bella di notte
- Roberto Stocchi ne Il quinto elemento
- Danilo De Girolamo in Shakespeare in Love
- Alberto Caneva in The Queen - La regina
- Angelo Maggi ne Il giovane ispettore Morse
- Federico Danti in The Crown
- Paolo Maria Scalondro in The Serpent
- Emidio La Vella in Cyrano
- Sergio Lucchetti in Enola Holmes 2
- Riccardo Lombardo in Cattiverie a domicilio